# 1973年の航空
< 1973年
1972年の航空 - 1973年の航空 - 1974年の航空

## 航空に関する出来事
- 1973年 - アイスランドエアが設立された。
- 1973年 - ホームビルト機 ソープ T-18で世界一周飛行中のドン・ティラーが日本とアリューシャン列島の間で荒天のため、世界一周飛行を断念した。ティラーは1976年に世界一周飛行を達成した。
- 1月12日 - アメリカ海軍のF-4 ファントムが、空中戦でベトナム戦争で最後となる撃墜記録を残した。ベトナム戦争でのアメリカ軍の撃墜数は197機であった。
- 1月15日 - ベトナム戦争における、最後の B-52 ストラトフォートレスの作戦行動が行われた。
- 1月18日 - フェアチャイルド YA-10とノースロップ YA-9との比較評価でアメリカ空軍の新攻撃機にYA-10が選ばれた。
- 1月27日 - ベトナム戦争が終了した。
- 2月21日 -  、イスラエル占領下のシナイ半島上空で、航路を逸脱して飛行していたリビア航空のボーイング727がイスラエル空軍機によって撃墜され、乗員乗客113名のうち救助された5名以外は犠牲になった。（→「リビア航空機撃墜事件」）
- 2月24日 - アメリカ海兵隊のヘリコプターが北ベトナム海岸の機雷の掃海を始める。
- 6月3日 - ソビエトの超音速旅客機、ツポレフ Tu-144のSSSR-77102号機がパリ航空ショーでの展示飛行中、パリ郊外のル・ブルジェ空港北側の村落に墜落し、乗員6名および地上の住民7名が犠牲となった。
- 6月7日 - バハマス・エアが運行を開始した。
- 6月23日 - 栃木県宇都宮市の陸上自衛隊北宇都宮駐屯地の滑走路から、飲酒した陸上自衛官がLM-1型連絡機に乗って飛び去り、機と一緒に行方不明になった。(→「自衛隊機乗り逃げ事件」）
- 7月25日 - ソビエトのアレクサンドル・フェドトフがE-266で高高度飛行記録、36,240mを樹立した。
- 9月11日 - AVE Mizar flying carの原型機がカリフォルニア州 Oxnardで墜落し、AVE Mizarの設立者とパイロットが死亡した。
- 9月13日 - シリア沖の地中海上空でシリア空軍のMiG-21戦闘機部隊とイスラエル空軍のF-4戦闘機、ミラージュIII戦闘機部隊が交戦し、シリア軍機13機が撃墜され、イスラエル軍機も1機が撃墜された。 (→「9月13日の航空戦 (1973年)」）
- 10月6日 - エジプトとシリア空軍機がイスラエルを攻撃し、第四次中東戦争が始まった。
- 10月14日〜11月14日 - アメリカのエドワード・ナッシュが指揮するアメリカ空軍のC-5が20,000kmあまりの飛行を行い、中東戦争中のイスラエルまでの輸送飛行を行った。

## 1973年に初飛行した機体の画像

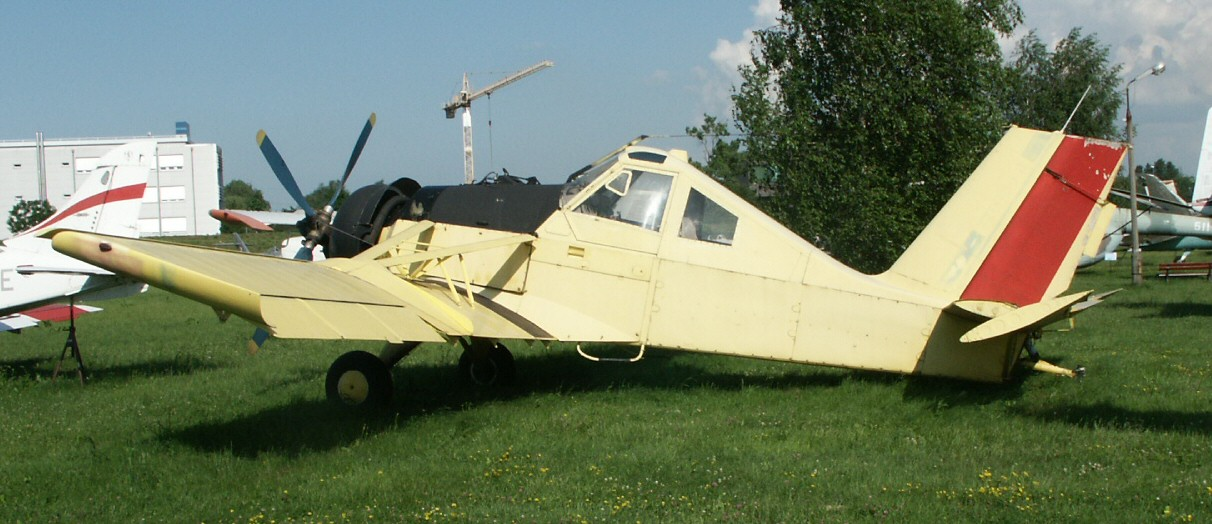
PZL106 （4月13日）
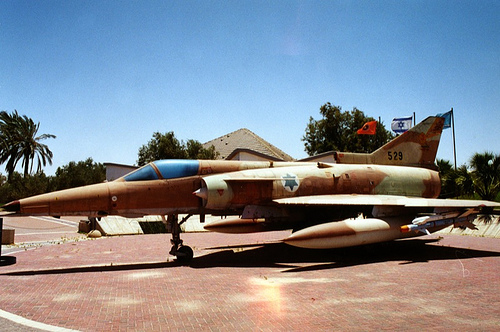
IAI クフィル （6月）

## 航空に関する賞の受賞者
- ハーモン・トロフィー： エドワード・ナッシュ、マルコム・フォーブズ Sr.
  - 宇宙飛行士部門：チャールズ・コンラッド Jr.、ポール・ワイツ、ジョゼフ・カーウィン
- デラボー賞：チャールズ・コンラッド Jr (USA) Alan L. Bean (USA) ジョゼフ・カーウィン (USA) ポール・ウェイツ (USA) Jack R. Lousma (USA) Owen K. Garriott (USA) アレクサンドル・フェドトフ (USSR)